# Municipio de Clarksville (Carolina del Norte)
El municipio de Clarksville (en inglés: Clarksville Township) es un municipio ubicado en el  condado de Davie en el estado estadounidense de Carolina del Norte. En el año 2010 tenía una población de 3.766 habitantes.

## Geografía
El municipio de Clarksville se encuentra ubicado en las coordenadas 36°0′52.12″N 80°39′17.32″O / 36.0144778, -80.6548111.